# Alternativa de Fredholm
A alternativa de Fredholm, termo matemático decorrente de seu formulador Ivar Fredholm, é um dos teoremas de Fredholm e um resultado na teoria de Fredholm. A alternativa pode ser expressa de diversas formas: como um teorema da álgebra linear, um teorema das a equações integrais, ou ainda um teorema dos operadores de Fredholm. Uma parte dos resultados da alternativa estabelece que um número complexo não nulo no espectro de um operador compacto é um autovalor.

## Álgebra Linear
Se V é um espaço vetorial n-dimensional e {\displaystyle T:V\to V} é uma transformação linear, então exatamente uma das seguintes conclusões é satisfeita:
1. Para cada vetor v em V existe um vetor u em V tal que {\displaystyle T(u)=v}. Em outras palavras, T é uma transformação sobrejetiva.
2. {\displaystyle \dim(\ker(T))>0}.

## Equações Integrais
Seja {\displaystyle K(x,y)} um núcleo integral, e consideremos a equação homogênea, denominada equação integral de Fredholm,
{\displaystyle \lambda \phi (x)-\int _{a}^{b}K(x,y)\phi (y)\,dy=0}
e a equação não-homogênea
{\displaystyle \lambda \phi (x)-\int _{a}^{b}K(x,y)\phi (y)\,dy=f(x).}
A alternativa de Fredholm estabelece que, para qualquer número complexo fixo não negativo {\displaystyle \lambda \in \mathbb {C} }, ou a primeira equação tem uma solução não trivial, ou a segunda equação tem uma solução para todo {\displaystyle f(x)}.
Uma condição suficiente para a garantia deste teorema é que {\displaystyle K(x,y)} seja quadraticamente integrável no retângulo {\displaystyle [a,b]\times [a,b]} (onde a e/ou b podem ser menos ou mais infinito).

## Análise Funcional
Resultados obtidos com o operador de Fredholm generalizam os resultados aqui obtidos para espaços vetoriais de dimensão infinita, os espaços de Banach.

### Correspondência
Livremente falando, a correspondência entre as versões baseadas na álgebra linear e em equações integrais é estabelecida a seguir. Seja
{\displaystyle T=\lambda -K}
ou, em notação indicial,
{\displaystyle T(x,y)=\lambda \delta (x-y)-K(x,y)}
sendo {\displaystyle \delta (x-y)} a função generalizada Delta de Dirac. T pode ser interpretado como um operador linear atuando sobre um espaço de Banach V de funções {\displaystyle \phi (x)}, tal que
{\displaystyle T:V\to V}
é dado por
{\displaystyle \phi \mapsto \psi }
com {\displaystyle \psi } dado por
{\displaystyle \psi (x)=\int _{a}^{b}T(x,y)\phi (y)\,dy} .
Nesta forma de expressão, a alternativa baseada em equações integrais podem ser vistas como correspondência à alternativa da álgebra linear.

### Alternativa
Em termos mais precisos, a alternativa de Fredholm é aplicável somente quando K é um operador compacto. Da teoria de Fredholm, núcleos integrais contínuos são operadores compactos. A alternativa de Fredholm pode ser reformulada da seguinte forma: um {\displaystyle \lambda } não nulo é ou um autovalor de K, ou pertence ao domínio do resolvente
{\displaystyle R(\lambda ;K)=(K-\lambda \operatorname {Id} )^{-1}.}